# Fairfield (Contea di Adams, Pennsylvania)
Fairfield  è un comune degli Stati Uniti d'America nella Contea di Adams, in Pennsylvania. La sua popolazione al censimento del 2000 era di 486 abitanti.

## Storia
Durante la campagna di Gettysburg (una serie di battaglie combattute tra giugno e luglio 1863) nella guerra di secessione americana, notevole importanza rivestì la battaglia di Fairfield.

## Società

### Evoluzione demografica
La composizione etnica della zona vede una prevalenza della razza bianca (98.35%) seguita dagli asiatici (0.62%).
| Borough di Fairfield Popolazione |     |
| 2000                             | 486 |
| Stima al 01-07-07                | 509 |